# أسامة فوزي (كاتب)
أسامة فوزي هو صحفي أمريكي-أردني من أصول فلسطينية، وهو مؤسس مجلة عرب تايمز التي تصدر في الولايات المتحدة الأمريكية. ولد عام 1949 في الأردن وترعرع وعاش فيها حتى عام 1975 حيث انتقل للعمل في دولة الإمارات العربية المتحدة ومن بعدها هاجر إلى أمريكا. بدأ الكتابة في مرحلة الثانوية واتّسم أسلوبه في البداية بالنقد العادي وتطور إلى مرحلة النقد الساخر الأدبيّ والسياسيّ.

## النشأة
ولد أسامة فوزي في إحدى المناطق التابعة للجيش الأردني في مدينة الزرقاء لعائلة تعود جذورها إلى بلدة ترشيحا في فلسطين، ودرس في مدارس الثقافة العسكرية الأردنية وكان الأول على جميع مدارس الثقافة العسكرية في المملكة في امتحانات الثانوية العامة، وتابع دراسته في قسم اللغة العربية في الجامعة الأردنية وتخرج منها سنة 1973 وحصل على الماجستير في الصحافة. بعدها عمل في التدريس في مدارس المملكة ثم حصل على عقد عمل في الإمارات وانتقل إليها عام 1975 وبقي فيها حتى سنة 1984 ليرحل مجبرًا إلى الخارج ويستقر رحاله في الولايات المتحدة حيث أقام في مدينة هيوستن الواقعة في ولاية تكساس وذلك في شتاء 1984.بدأ أسامة في مراحله الأولى في الكتابة بالمجلات والصحف الأردنية والعراقية مثل مجلة التراث الشعبي وآفاق وغيرها من الصحف العراقية والتي استمر في الكتابة فيها حتى وقت سفره إلى الولايات المتحدة الأمريكية، وبعد انتقال أسامة إلى مكان إقامته الجديد في الولايات المتحدة الأمريكية بدأ بالكتابة بمجلة سوراقيا التي كانت تصدر في لندن في أواخر الثمانينات ومطلع التسعينات بمجموعة مقالات كانت تُنْشَر كموضوعات غلاف والتي كانت السبب في شهرة مجلة سوراقيا واستمر في النشر في سوراقيا حتى سنة 1986 حيث أنشأ مجلة عرب تايمز.

## عمله في الإمارات العربية المتحدة
انتقل إلى الإمارات العربية ليقيم في مدينة العين، عمل في التدريس والصحافة وعُيّن رئيسًا في قسم الإعلام في دائرة المناهج، وانتقد المناهج التعليمية المتّبعة في الإمارات حيث قام بتناول عيوب التعليم الإماراتي بما يزيد عن ثلاثين مقالة نشرها في بعض الصحف المحلية والخليجية وأيضاً ذكر الموضوع في مقابلة تلفزيونية له، تعرض بسبب نقده هذا إلى عملية نقل من رئيس قسم الإعلام في دائرة المناهج التعليمية إلى مدرس في مدرسة ابتدائية، وعندما قرر الاستقالة جاء قرار بتعيينه مستشارًا إعلاميًّا في جامعة الإمارات وأتى القرار من قِبل مدير الجامعة آنذاك محمد نوري، ولكن قرار التعيين لم يتم، وبقي فوزي بدون عمل رسمي لمدة سنة حيث كان يحصل على المال لقاء كتاباته في بعض الصحف العربية وبالأخص العراقية ثم أُعطي مهلة 48 ساعة لمغادرة الإمارات مما اضطره للهجرة إلى الولايات المتحدة الأمريكية. وقد نشر أسامة تجربته في الإمارات في كتاب بعنوان (عشر سنوات صحافة في مضارب آل نهيان).

## محاربته
ذكر أسامة فوزي بأنه تعرض لضغوطات كثيرة وصلت إلى حد محاولة الاغتيال الجسدي ومن هذه الضغوطات فقد تعرض كل ما جمعه لمدة خمس سنين من عمله في الإمارات العربية المتحدة للسرقة واتهم بها المخابرات الإماراتية وكذلك تعرض للضرب في مكتب أحد أصدقائه من قبل شخص كان قد طلب من صديق الدكتور أن يجمعه به. وتعرض للتشهير من إحدى الصحف الأردنية حيث اتهم بأنه جاسوس وأصله يهودي. وفي مكان إقامته في مدينة هيوستن تعرض لمحاولة اغتيال سنة 1998 عند الساعة الثامنة مساءً ولكن الذي أصيب ابنه نضال الذي كان يقود السيارة عوضاً عنه.

## مؤلفاته
قام بتأليف العديد من الكتب المطبوعة وغير المطبوعة وعدد كبير من المقالات التي تحدث فيها بأسلوب ساخر ووثّقها في وثائق بعضها حصل عليها وبعضها من خلال تجربته الشخصية حيث كان شاهد عيان عليها. ومن مؤلفاته:

### الكتب
1. آراء نقدية. المطبعة الاقتصادية، عمّان، الأردن 1974، حلل فيه المرحلة النقدية الأردنية وقضايا الشعر الأردني المعاصر والمسرح الأردني والقصة القصيرة الأردنية وموضوع انتحار تيسير سبول.
2. مقالات في النقد الأدبي - دار الجاحظ - بغداد - 1979.
3. مدخل في القصة القصيرة الأردنية - بيروت - منشورات فكر - 1981.
4. مقالات في التراث الشعبي في الإمارات - أبوظبي - 1981.
5. الطب الشعبي في الإمارات - العين - 1981.
6. عشر سنوات في مضارب آل نهيان - لندن - 1991.
7. مذكرات صعلوك - لندن.
8. عشر سنوات صحافة في مضارب آل نهيان 1993 - لندن.
9. خواطر مواطن أردني سابق. كتاب ضخم يتألف من 94 فصلًا يتناول فيه أمورٌا سياسية.[3]
10. مذكرات شاهد عيان في الإمارات. كتاب من 39 فصلًا يتناول بعض من تجربته الشخصية في المدة التي أقامها في الإمارات العربية.
11. هموم فلسطينية. كتاب من 49 فصلًا تحدث فيه عن أمور تتعلق بفلسطين والقضية الفلسطينية بشكلها الاجتماعي والثقافي والسياسي.[4]
12. مقالات في الدين... والدنيا. كتاب يتألف من 31 فصلًا يتكلم فيه عن رأيه في بعض القضايا الدينية والفتاوى التي صدرت من قبل رجال الدين.[5]
13. لماذا قررت الهجرة إلى أمريكا. كتاب من 23 فصلًا يتحدث عن أسباب هجرة الكاتب وعن تجربته ومقارنته بين البلد الذي كان يقيم فيه وبلد الإقامة الجديد.
14. الهاشميون والنساء. كتاب من 21 فصلًا يتكلم يتناول بعض العلاقات العائلية في العائلة الملكية في الأردن.
15. حكام ونسوان

### مؤلفات قصيرة شكل مقالات متفرقة
- استدعاء الموروث الشعبي في الأعمال الأدبية الإماراتية.
- مجلات ثقافية عربية سادت ثم بادت.
- الوجه الآخر للدكتور عيسى الناعوري في رسائله إلى أسامة فوزي.
- دراما الحركة الأدبية في الأردن.
- قراءة في ديوان ست محاولات للدكتور فواز طوقان.
- قراءة في كتاب ثلاث علامات لفاروق وادي.
- قراءة في كتاب السكاكيني ليوسف حداد.
- قراءة في ديوان الغجري لعلي فودة.
- قراءة في «قط مقصوص الشاربين اسمه ريس».
- قراءة وعرض لكتاب «أغاني العمل والعمال في فلسطين».
- عرض ونقد «الصراع الفكري في الأدب السوري» لإنطون سعادة.
- المسرح في الإمارات.
- دراما الحركة الأدبية في الإمارات.
- بين حكايات سمحان وأناشيد سوداح.
- دراما الحركة الأدبية في الأردن.
- مجلات ثقافية عربية سادت ثم بادت.
- الحركة المسرحية في الإمارات ووسائل الإعلام.
- الوجه الآخر للدكتور عيسى الناعوري في رسائله إلى أسامة فوزي.
- عن انتحار الأدباء.
- صفحات مطوية من أدب التصعلك.
- قراءة في كتب نقدية عن الرواية الفلسطينية.
- مقدمة في السرقات الأدبية.
- الأغنية السياسية.
- الإصدارات الأدبية والثقافية في الإمارات.
- البعبوص في اللغة والأدب.
- أدب الشباب في الإمارات.
- عرض كتاب لعبد العزيز المقالح.
- نقد لكتاب «في الأدب والنقد» لإبراهيم خليل.
- عرض كتاب «كيف نعتبر الشابي مجددا».
- عن الأديب عدنان علي خالد.
- فن الهجاء وحكاية ديوان «اندبوري».
- التطاول على النقد الأدبي.
- الطب الشعبي في الإمارات.
- المواجهة.
- درس في اللغة والنحو عن الفص ونبيل شعث.
- دراسات تربوية.

### مقالات 1979 - 1986
مقالات ودراست تربوية كتبها أسامة فوزي ما بين 1979 وحتى عام 1986 ونشرها في عدة صحف ومجلات عربية كما قدمها في برامج تلفزيونية:
- كيف تقاس كفاية المعلم؟.
- كتب القراءة العربية للصفوف الابتدائية.
- قراءة في أول دراسة تربوية من نوعها.
- مواد النشاط اللاصفي - مقدمة.
- مواد النشاط اللاصفي (تعريف).
- الدروس الخصوصية مرض تربوي.
- مشروع السياسة التربوية (الحلقة الأولى).
- مشروع السياسة التربوية (الحلقة الثانية).
- تطوير المناهج.
- كتاب تربوي يدق ناقوس الخطر.
- من طرق التدريس في الإمارات (1).
- من طرق التدريس في الإمارات (2).
- صحافة الأطفال بين الواقع والطموح.
- ظاهرة التسريب بين الطلبة.
- الأسس الإدارية لبرامج تدريب التربويين.
- المهارات القرائية.
- خواطر حول رياض الأطفال.
- الصراع بين الموجهين والمدرسين.
- المدرسة الشاملة.
- عن الغزالي.
- النظرية التربوية عند ابن خلدون.
- تعليم الكبار ومحو الأمية.
- أهداف تدريس اللغة العربية في المرحلة الابتدائية.
- أهداف تدريس اللغة العربية في المرحلة الإعدادية.
- أهداف تدريس اللغة العربية في المرحلة الثانوية.
- أهداف تدريس اللغة العربية ومفارقات المصطلح اللغوي.
- الاتجاه القيمي في كتب اللغة العربية المدرسية.
- من مخاطر ترقيع الكتب المدرسية في الإمارات.
- الصحافة المدرسية.
- معضلة الإملاء في المناهج والكتب المدرسية.
- معجم قراءة اللغة العربية لنمر سرحان.
- الرأي العام التعليمي في العالم العربي.
- علم التاريخ في الكتب المدرسية.
- مشكلة الهمزة.
- توظيف الحكاية ومعاجم اللغة في المرحلة الابتدائية.
- سيكولوجية الطفل في مرحلة الروضة.
- تربية السندويتش.
- ضعف مستوى التحصيل الدراسي.[6]

## اقرأ أيضاً
- عبد الباري عطوان
- رياض الصيداوي
- يحيى أبو زكريا
- محمد الوشيحي

## وصلات خارجيّة
- مؤلفات أسامة فوزي على موقع عرب تايمز
- قناة أسامة فوزي على اليوتيوب
- مساجد …. ونصابون